# Imperium Europa
Imperium Europa est un parti politique d'extrême droite, à Malte.
Elle a été fondée en 2000 par Norman Lowell, qui en est également le chef. Son objectif principal est « d'unir l'Europe en une seule entité politique » d'où son nom.